# Henry Kendall (poet)
Thomas Henry Clarence Kendall (n. 18 aprilie 1839 - d. 1 august 1882) a fost un poet australian.
Este considerat întemeietorul liricii australiene.

## Scrieri
- 1862: Poeme și cântece ("Poems and songs")
- 1869: Frunze din păduri australiene ("Leaves from Asutralian Forests")
- 1880: Cântecele munților ("Songs from the Mountains").